# Eriachne semiciliata
Eriachne semiciliata är en gräsart som beskrevs av Michael Lazarides. Eriachne semiciliata ingår i släktet Eriachne och familjen gräs. Inga underarter finns listade i Catalogue of Life.